# Oldehove (Groningen)
Oldehove (Gronings: Olhoof) is een dorp en voormalige gemeente in de gemeente Westerkwartier in de Nederlandse provincie Groningen met 1.620 inwoners (1 januari 2023). Het is ook de naam van de voormalige gemeente die in 1990 opging in de gemeente Zuidhorn.
De naam Oldehove komt voor in enkele laat-vijftiende-eeuwse kerklijsten en wordt dan gelijkgesteld met Hummerze. De streek om Oldehove wordt het Humsterland genoemd. Het lokale dorpshuis is naar deze streek vernoemd.
Oldehove zal de plek zijn geweest van de oudste kerkelijke (en wellicht ook wereldlijke) rechtstoel, waar de proost of deken van de proosdij Humsterland kon rechtspreken. Oldehove is echter geen wierdedorp (terpdorp), zoals het nabijgelegen veel oudere Niehove, dat eerder Suxwort moet hebben geheten, en waar later een tweede rechtstoel werd gevestigd. Wel ligt het op een oude kwelderwal. Het decanaat was onderdeel van het bisdom Münster, en omvatte naast het grootste deel van het Westerkwartier ook de Achtkarspelen over de Lauwers.
Het gemaal De Waterwolf staat ongeveer 2 kilometer ten noordwesten van het dorp, nabij Lammerburen.

## Bezienswaardigheden
Bezienswaardig is de Ludgeruskerk, een aan Liudger van Münster gewijde hervormde kerk uit de dertiende eeuw met een vijftiende-eeuwse toren. Verder staat er een gereformeerde zaalkerk met elementen van de Amsterdamse School uit 1929, die werd ontworpen door de architecten Van Wijk en Broos. Deze gereformeerde kerk vormt de vervanger van een ouder daarvoor gesloopt kerkgebouw uit ongeveer 1864. In de kerk staat een orgel uit 1913 van Marten Eertman.
Het dorp bezit twee achtkante stellingmolens: molen Aeolus (1846) en De Leeuw uit 1855.
Achter de Ludgeruskerk bevindt zich een oorlogsmonument.

## Scholen

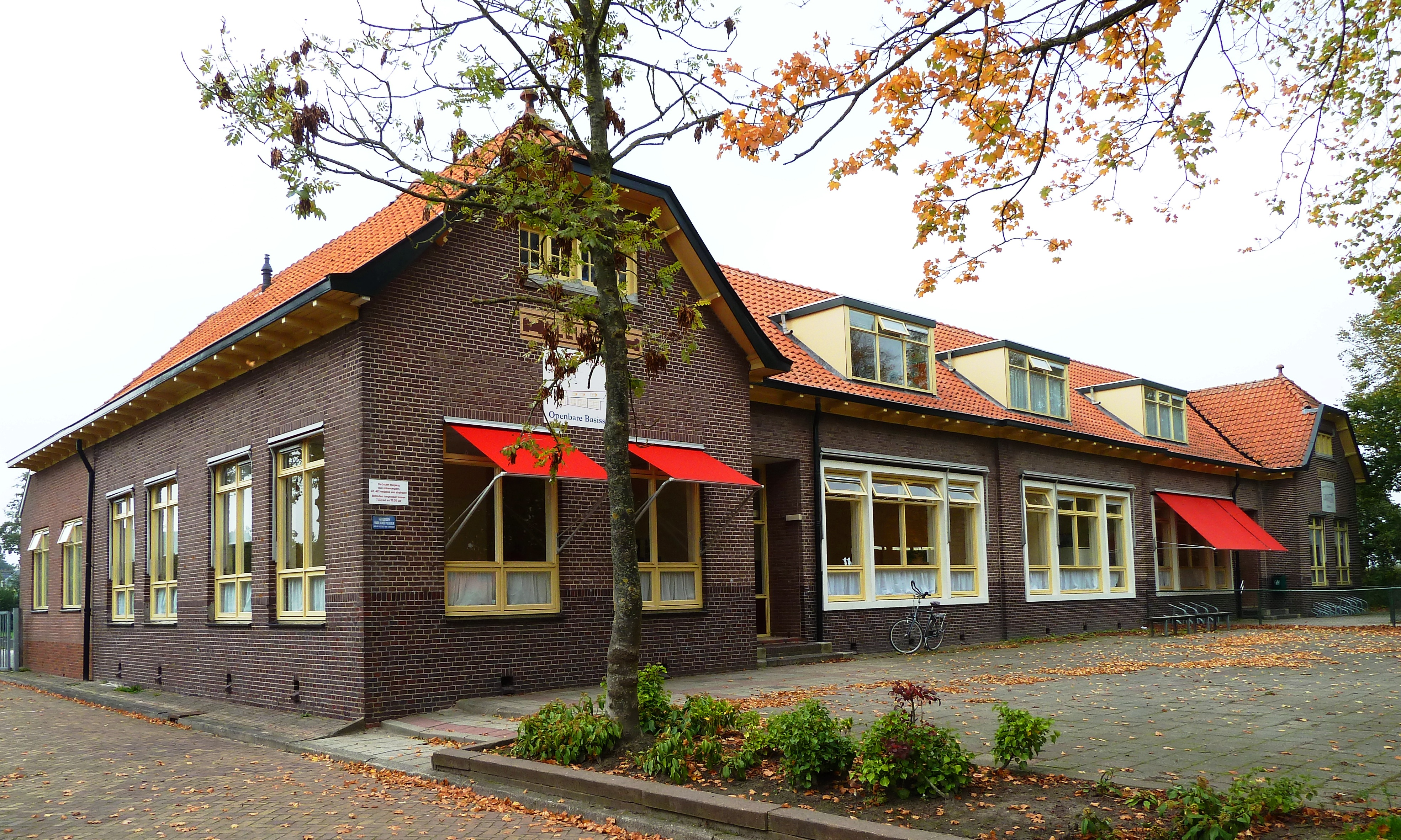
De openbare basisschool waarin vroeger ook de ULO gevestigd was. Gebouwd in 1921.

In 2016 zijn de openbare Basisschool (Jan Bierma) en de christelijke basisschool (De Wingerd) gefuseerd tot de Samenwerkingsschool Oldehove. De school is gevestigd in het schoolgebouw van De Wingerd aan de Wengeweer. In februari 2017 is door middel van een wedstrijd de nieuwe naam voor de samenwerkingsschool bekendgemaakt: SWS De Humstee. Verder is er ook nog een gereformeerde basisschool (Onder de Wieken).
De openbare basisschool was gevestigd in het pand waarin vroeger ook de oude ULO was gevestigd.
Dit gebouw aan de Schoolstraat is gebouwd in 1921. Destijds een van de modernste gebouwen van de provincie Groningen.
Deze werd later jaar omgevormd tot vbo en fuseerde in 1985 met de middelbare scholen van Noordhorn (mavo) en Grijpskerk (mavo) tot de christelijke scholengemeenschap 'Hughemarke', die begin jaren 1990 fuseerde met het Lauwers College. Ergens eind jaren 1990 werd de middelbare school hier gesloten.

## Wonen
Oldehove is een kern waar van tijd tot tijd woningbouw plaatsvindt. Voor senioren is in het begin van deze eeuw (2003) een wooncomplex gerealiseerd. De laatste nieuwe woonwijk is gelegen ten zuiden van het dorp en hier heeft aan de Jant Nienhuisstraat woningbouw plaatsgevonden tussen 2005 en 2010.

## Winkels
Oldehove beschikte tot midden 2022 over een supermarkt. Door de hoge energiekosten moest deze winkel sluiten.  Wel is er in de oude molen aan de Molenstraat nog een bakkerswinkel.

## Voormalige gemeente
Oldehove was van 1811 tot 1990 een zelfstandige gemeente. Voor 1811 behoorde Oldehove enige jaren tot de gemeente Ezinge. Naast het hoofddorp behoorden de volgende dorpen, gehuchten en buurtschappen tot de gemeente: Aalsum, Balmahuizen, Electra, Englum, Frytum, Heereburen, Kommerzijl, (gedeeltelijk), Korhorn, Lammerburen, Lauwerzijl, Niehove, Saaksum en Selwerd. De laatste burgemeesters van de voormalige gemeente waren L.C. Groen (1980-1985) en K.B. Dijkstra (1985-1989). In 1990 ging Oldehove op in de gemeente Zuidhorn.
In 2013 werd in het rapport Grenzeloos Grunnen het voorstel gedaan om Oldehove samen met Saaksum en Niehove toe te voegen aan een nieuw te vormen gemeente Het Hogeland, die daarnaast moest bestaan uit de gemeenten Eemsmond, De Marne, Winsum en Bedum. In mei 2013 hebben de dorpsverenigingen in het gebied aangegeven bij de nieuw te vormen gemeente Westerkwartier te willen blijven. Ook de gemeenteraad van de gemeente Zuidhorn gaf aan dit na te streven. De reden was dat de inwoners van de dorpen vooral georiënteerd zijn op het dorp Zuidhorn.
De lokale voetbalclub heet OKVC, wat staat voor Oldehove Kommerzijl Voetbalclub.

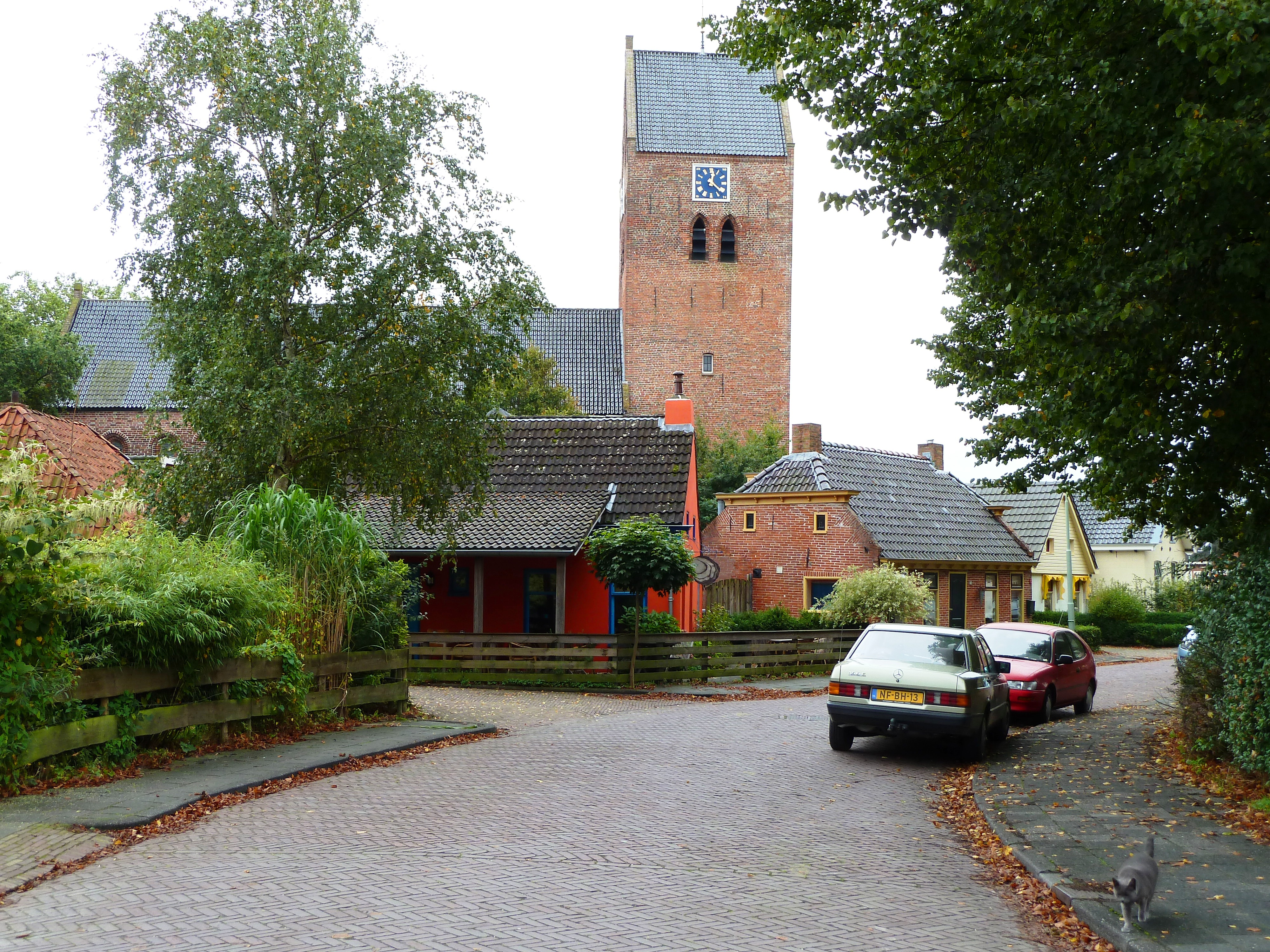
Gezicht op de Schoolstraat met restaurant 't Kleine Oestertje en de Ludgeruskerk op de achtergrond
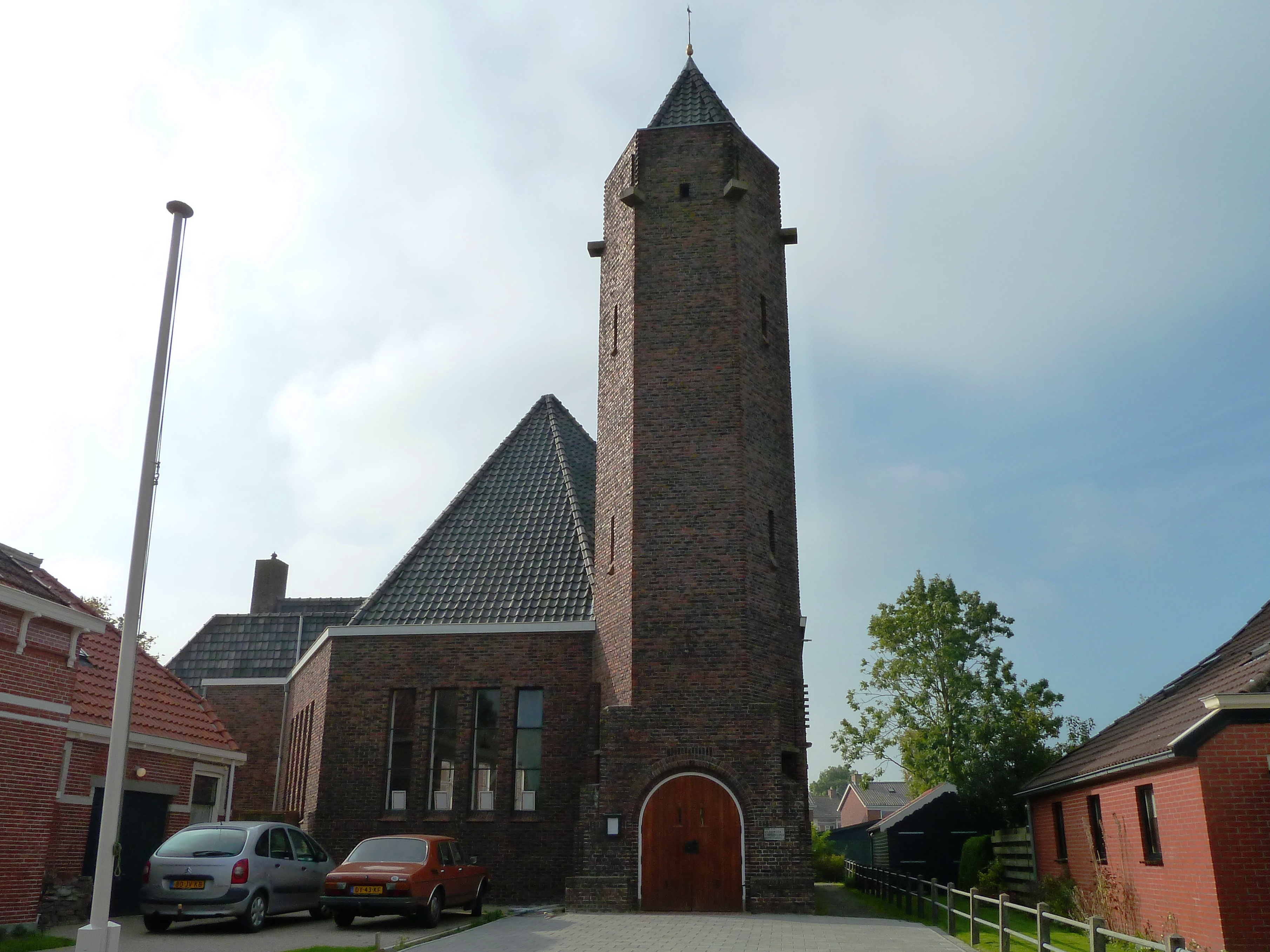
Gereformeerde kerk
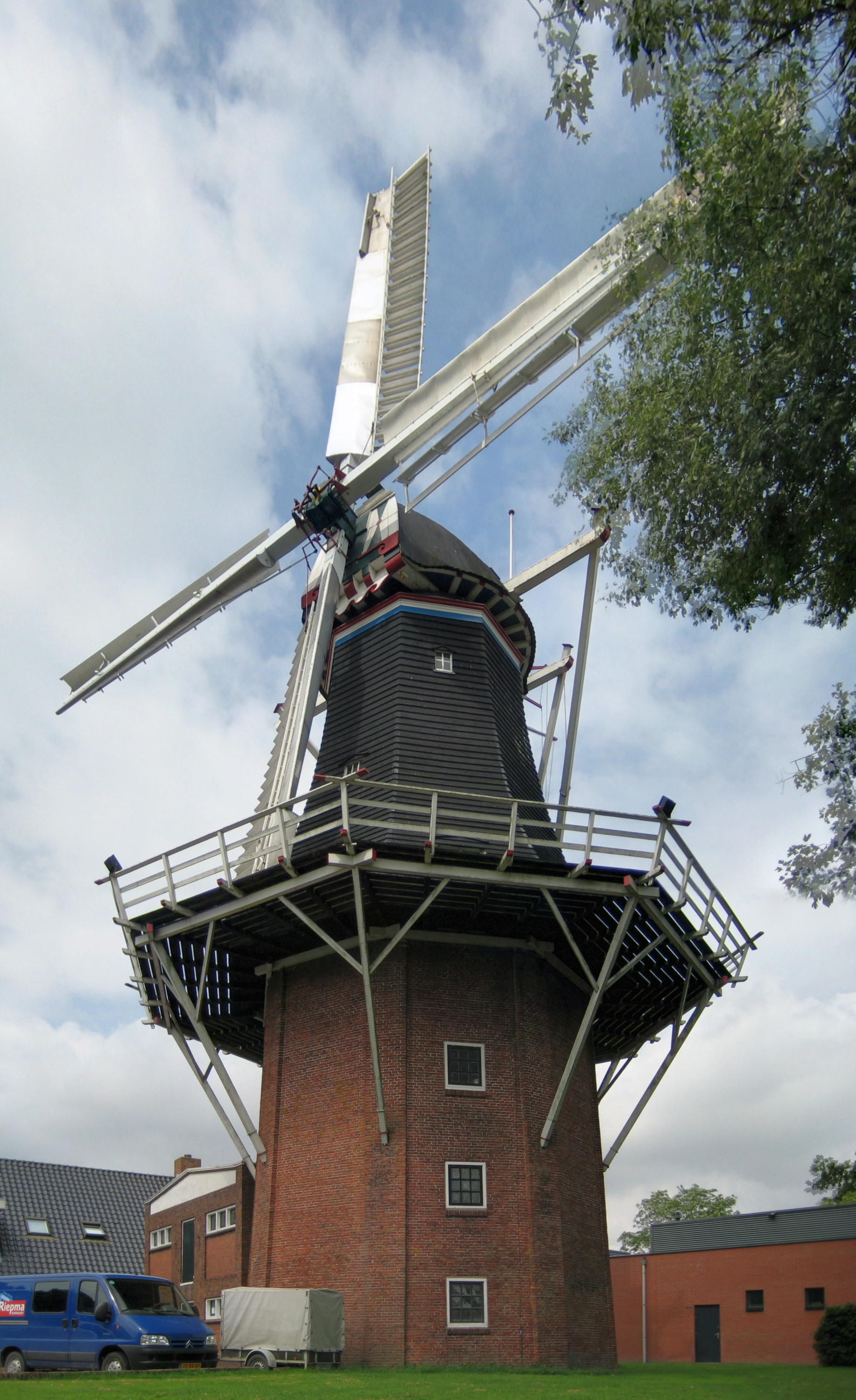
Molen de Leeuw
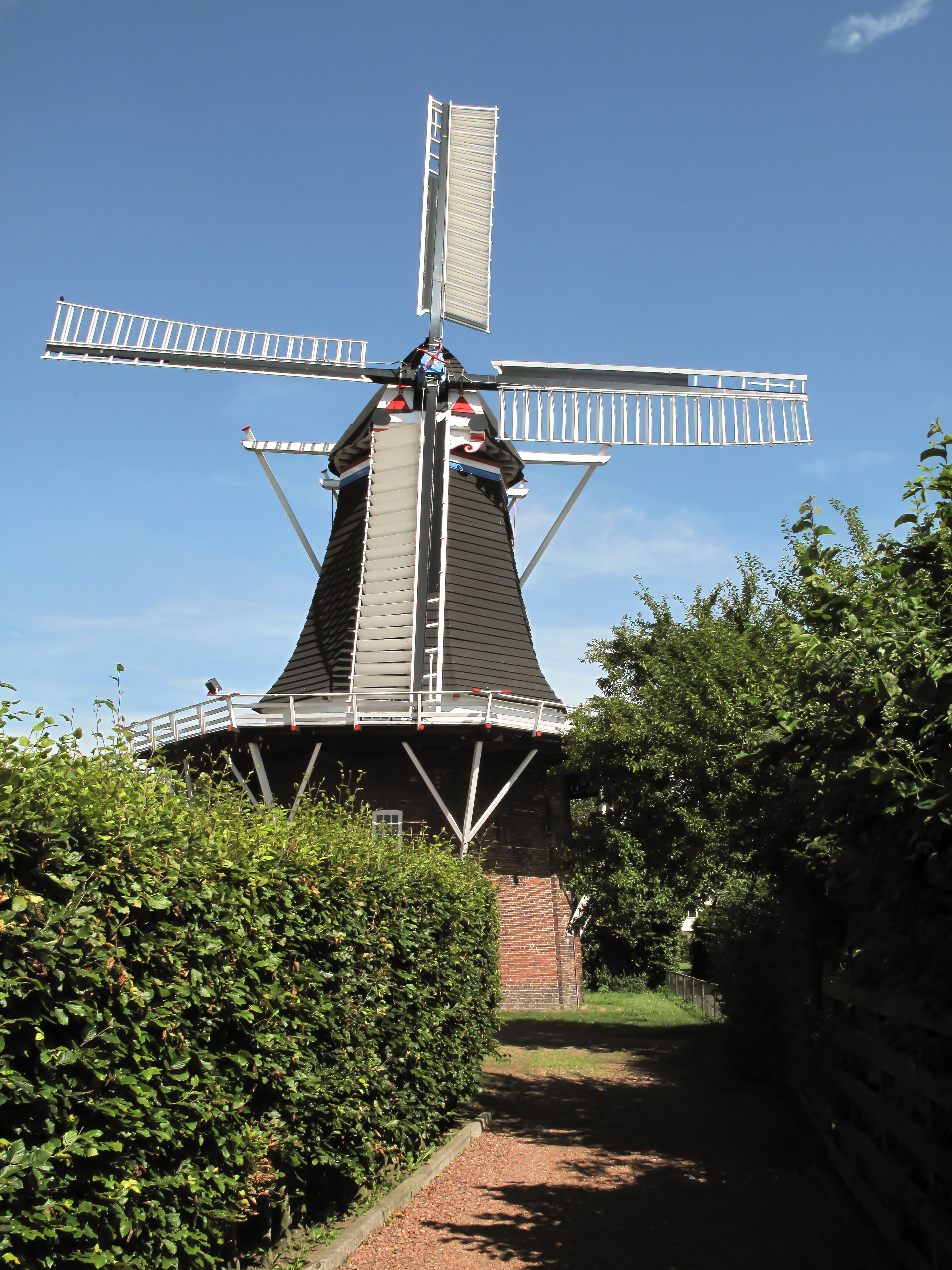
Korenmolen Aeolus
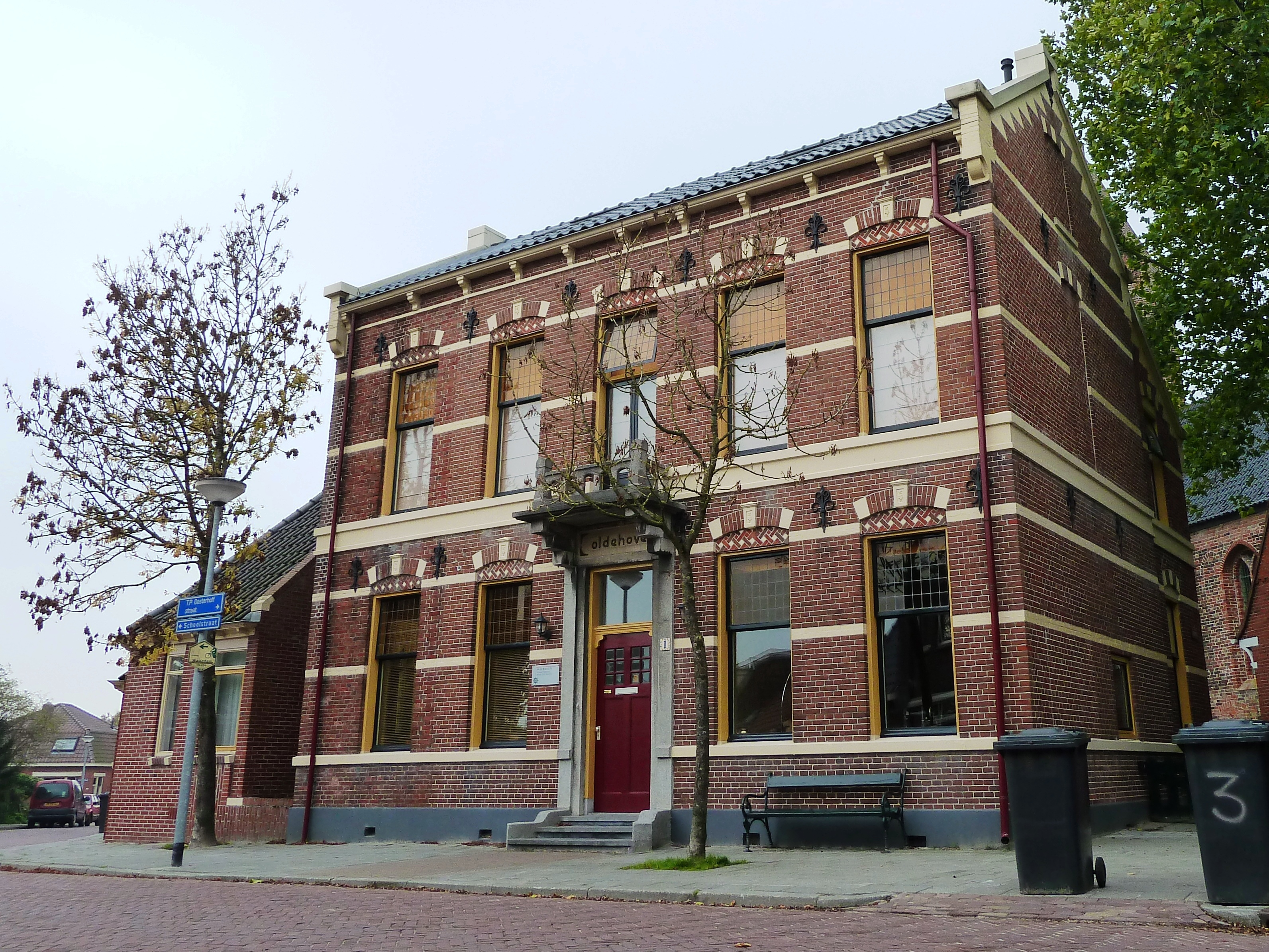
Oude gemeentehuis (ca. 1887), gebouwd ter vervanging van een ouder gemeentehuis

## Geboren
- Johan Willem Ripperda (1682-1737), eerste minister, Grande van Spanje
- Albert Geerlings (1878-1987), voormalige oudste man van Nederland
- Eric Boot (1922-2014), kunstenaar